# Joeri Onoefrijenko
Joeri Ivanovitsj Onoefrijenko (Russisch: Юрий Иванович Онуфриенко) (Rjasnoje (Oblast Charkov), 6 februari 1961) is een Russisch voormalig ruimtevaarder. Onoefrijenko’s eerste ruimtevlucht was Sojoez TM-23 met een Sojoez draagraket en vond plaats op 21 februari 1996. Het was de vijfentwintigste expeditie naar het ruimtestation Mir  en de drieëntwintigste van het Sojoez-programma.
In totaal heeft Onoefrijenko twee ruimtevluchten op zijn naam staan, waaronder een missie naar het Internationaal ruimtestation ISS. Tijdens zijn missies maakte hij acht ruimtewandelingen. In 2004 ging hij als kosmonaut met pensioen. 